# لوتشيانو كوادروس
لوتشيانو كوادروس (بالبرتغالية: Luciano Quadros da Silva) هو مدرب كرة قدم ولاعب كرة قدم برازيلي في مركز حراسة المرمى، ولد في 10 أبريل 1974 في بورتو أليغري في البرازيل. لعب مع نادي إيسترن سبورتس ونادي ساو كايتانو ونادي كيتشي.